# Nota de suicidio

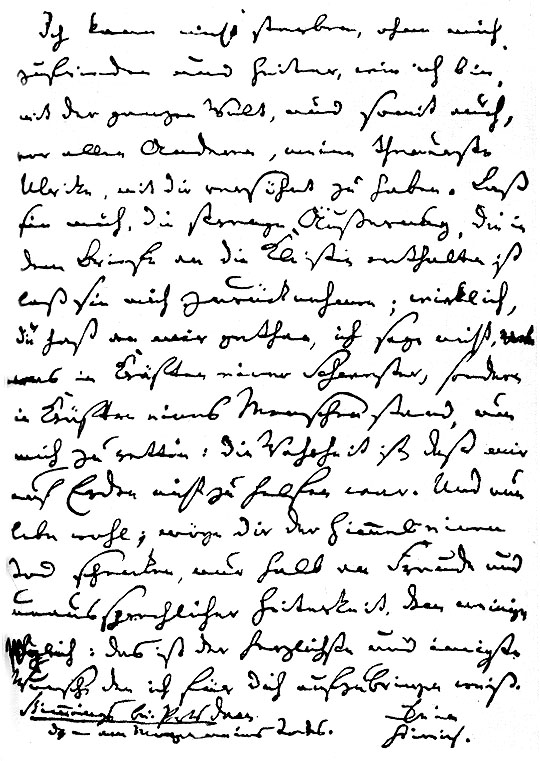
Nota de suicidio del poeta alemán Heinrich von Kleist (1811). Es una carta de despedida a su hermana Ulrike.

Una nota de suicidio o nota suicida, es un mensaje que indica que el autor piensa, se compromete o ha premeditado su suicidio y pretende que sea visto posterior a su muerte. Existen distintas maneras de crear una nota de suicidio. Históricamente han sido dejadas en forma escrita, pero con la aparición de nuevas tecnologías se han encontrado como mensajes de audio o mediante una grabación de vídeo, siendo aún más fidedigna la veracidad del mensaje.
El porcentaje de suicidas que dejan una nota es relativo. Estadísticamente existen diferencias notables entre cada cultura, grupo étnico, tipo de sociedad e incluso del método suicida de cada individuo. Se estima que entre un 12 a un 20 por ciento de los suicidios están acompañados por una nota, sin embargo, hay sociedades en las cuales alcanza un 50%. Según Gelder, Mayou y Geddes (2005), uno de cada seis suicidas deja una nota de suicidio. 
El contenido de la nota puede ser para despedirse, absolver a los familiares y amigos del hecho, para responsabilizarse por actos cometidos en vida o para dar a conocer sus deseos póstumos, como sus funerales o alguna acción a realizar a futuro para quien va dirigido el mensaje.

## Razones
Las razones por las cuales quienes lo cometen dejan una nota son diversas. Hay disciplinas como la sociología, la psiquiatría, la grafología y la psicología, entre otras, que se han encargado de estudiar esta situación.
Según la doctora Lenora Olson, las razones más comunes por las cuales las personas que están pensando en el suicidio deciden escribir una nota de suicidio incluyen una o más de las siguientes causas:
- Para aliviar el dolor de quienes conocen a la víctima, tratando de disipar el sentimiento de culpa.
- Para aumentar el dolor de los sobrevivientes al intentar crear culpa.
- Para establecer el motivo (o motivos) para suicidarse.
- Para expresar pensamientos y sentimientos que la persona sentía incapaz de expresar en vida.
- Para dar instrucciones en cuanto a qué hacer con los restos mortales.
- Algunas veces, quienes han cometido delitos y se suicidan dejan una nota confesando sus actos.

### Razones por las cuales no se elabora una nota
Las razones más comunes por las cuales los suicidas no contemplan dejar una nota pueden ser:
- Están tan centrados en los aspectos prácticos de lo que pretenden cometer (por ejemplo, atar una soga, cargar una pistola, etc.) que la idea de dejar una nota no se les ocurre en el momento.
- Esperan que el suicidio se considere un accidente o un homicidio. Es común en aquellos que quieren ser sepultados en un campo santo, de que se les realice una ceremonia religiosa en cuyas creencias el suicidio es condenado, ser sometidos a rituales religiosos fúnebres o con la esperanza de que los familiares puedan cobrar un eventual seguro.
- La elección del suicidio no es impulsiva, pero sí el acto mismo. Escribir una nota en ese momento no es viable.
- Creen que no tienen nada que decir y/o a nadie a quien dirigir el mensaje (común en quienes sufren de abandono o no tienen seres queridos vivos, como los ancianos).
- Sienten que no pueden expresar lo que quieren decir.
- Simplemente no desean escribir acerca de su elección o ven bajo ningún punto de vista hacerlo.

A veces hay también un mensaje en un asesinato-suicidio, explicando en él la(s) razón(es) del asesinato. Véase por ejemplo la declaración de suicidio de Marc Lépine y de los correspondientes videos de los ataques a Londres el 7 de julio de 2005.

## Falsificaciones
Según el lingüista forense John Olsson, las notas de suicidio falsas frecuentemente contienen proyecciones sociales negativas sobre quienes cometen el suicidio. Una nota falsa puede contener la palabra "cobarde", lo cual rara vez se presenta en una nota de suicidio real.